# Bob Harris (comentarista deportivo)
Bob Harris (22 de agosto de 1942 - 12 de junio de 2024), conocido como la Voz de los Blue Devils, fue un locutor deportivo estadounidense, mejor conocido por ser el narrador de los partidos de baloncesto y fútbol americano masculino de la Universidad de Duke. En sus 40 temporadas en Duke, Harris transmitió 456 juegos consecutivos de fútbol americano de Duke (2015) y 1,358 juegos de baloncesto de Duke (2016). Su carrera de 1,980 juegos incluye 41 partidos del torneo de baloncesto masculino de la ACC, 126 partidos del torneo de baloncesto masculino de la NCAA en 35 viajes, 13 apariciones en la Final Four, 11 juegos de campeonato nacional y 5 títulos de campeón de la NCAA.
Harris fue incluido en el Salón de la Fama Deportiva del Condado de Stanly en 1993. Fue incluido en el Salón de la Fama Deportiva de Carolina del Norte en 2006. Harris fue nombrado el Locutor Deportivo del Año de Carolina del Norte en 2011 por la Asociación Nacional de Locutores y Escritores Deportivos, ganando por tercera vez, después de victorias en 1988 y 1991. Harris dijo: "Soy un fan. Un fan con un micrófono."  El 25 de junio de 2016, Harris recibió el prestigioso premio "Orden del Pino de Hoja Larga" del gobernador de Carolina del Norte, Pat McCrory, por 40 años de servicio al estado.

## Primeros años y carrera
Nacido el 22 de agosto de 1942, Harris creció en Albemarle, Carolina del Norte. A partir de 1960, Harris asistió a la Universidad Estatal de Carolina del Norte durante dos años antes de dejar la universidad para trabajar en Goodyear. Más tarde regresó a su ciudad natal para un trabajo vendiendo seguros, donde comenzó a trabajar a tiempo parcial para WZKY, en 1967. Harris se ofreció como voluntario para cubrir el fútbol local para la estación, lo que llevó a que fuera contratado como locutor deportivo a tiempo completo, así como director deportivo durante ocho años.

## Carrera de radiodifusión
En 1975, Harris y su familia se trasladaron a Durham, donde a Harris le habían ofrecido un trabajo de ventas en WDNC. Una semana después, estaba presentando un programa de conversación deportiva. Finalmente, sirvió como comentarista de color para el entonces locutor deportivo de Duke, Add Penfield, transmitiendo juegos de fútbol americano y baloncesto de Duke. Cuando Penfield experimentó problemas de salud, Harris lo reemplazó. Penfield se retiró en la primavera de 1976, abriendo la puerta para que Harris se convirtiera en la "Voz de los Blue Devils" comenzando con la temporada de fútbol americano de 1976.
A nivel nacional, Harris era más conocido por su narración del tiro ganador de Christian Laettner en la victoria de Duke sobre la Universidad de Kentucky en el torneo regional Este de la NCAA de 1992. ESPN considera la Final Regional Este de 1992 en Filadelfia como el "mejor partido de baloncesto universitario jamás jugado". La descripción de Harris de "El Tiro" en la transmisión de radio es la más destacada junto con las imágenes de archivo, reemplazando a la de los comentaristas originales de televisión: "Lanzan el balón a lo largo de la cancha... Laettner lo atrapa, baja, dribla... Dispara. ¡Anota!... ¡Christian Laettner ha encestado en el último segundo! Los Blue Devils ganan 104 a 103. ¡Cuidado Minneapolis! ¡Aquí vienen los Blue Devils!"
En diciembre de 2010, Harris publicó su autobiografía, "How Sweet It Is!: From the Cotton Mill to the Crows' Nest", relatando su destacada carrera como la "Voz de los Blue Devils". Estuvo en la cancha para presenciar las cinco victorias de campeonato nacional de Duke. El libro incluye un CD de 80 minutos que presenta algunas de las entrevistas de Harris, incluidas las de Muhammad Ali y Red Skelton, junto con famosas llamadas de radio como "El Tiro". El libro, en el que Harris pasó cinco años escribiendo, estaba programado para su lanzamiento en marzo de 2010, pero se retrasó hasta diciembre. "Estaba todo listo para ser lanzado, pero luego Duke ganó otro campeonato nacional". Harris dijo, "Así que tuve que agregar otro capítulo por razones obvias".
Harris participaba activamente en firmas de libros, a menudo en beneficio de organizaciones benéficas. Participó en un "evento de firma de libros en la alfombra roja" para Pantry, Inc. como parte de su competencia "Battle for Bean Street", con el premio siendo una donación corporativa de $20,000 para el Instituto de Cáncer de Duke. Recientemente, Harris se asoció con Kangaroo Express para organizar "Salute Our Troops", una recaudación de fondos que recaudó $2.5 millones en apoyo a los militares. Reflexionando sobre el retiro de un compañero locutor, Harris dijo: "Mientras mi salud sea buena y mientras mi pasión por los juegos, las transmisiones y los chicos siga ahí, y mientras siga haciendo el trabajo que Duke necesita y quiere que haga, realmente no quiero retirarme pronto porque me divierto haciéndolo". Dice Harris, "No quiero oxidarme. Quiero desgastarme".
El 15 de octubre de 2011, Harris celebró su transmisión radial número 400 consecutiva de fútbol americano de Duke. "Simplemente significa que el buen Dios me ha dado buena salud durante más de 36 años y me ha permitido estar allí", dice Harris. "No era algo que tenía como objetivo. Estoy tan feliz de tener un trabajo como el mío y de poder hacer algo que amo". Durante su carrera en el fútbol americano, Harris trabajó con nueve entrenadores, narró jugadas para All-Americas y futuros jugadores de la NFL. Después de 456 juegos, Harris mantiene que aún hay un elemento de emoción en este trabajo. "Una tarde de sábado en el estadio Wallace Wade a finales de octubre es tan emocionante para mí como una noche de miércoles en febrero en el Cameron Indoor Stadium", dice Harris. El 9 de febrero de 2012, la narración de Harris de un partido entre los Tarheels de la Universidad de Carolina del Norte y los Blue Devils de Duke se dijo que rivalizaba con su narración del "tiro" de Laettner: "Nueve segundos restantes y Rivers avanza hacia el frente... Rivers trabaja hacia el lado derecho, intentará retroceder con un segundo restante... suelta el tiro... ¡lo consiguió! ¡Los Blue Devils ganan a Carolina del Norte! ¡85-84! ¡Dios mío! ¡No puedo creer esto!"
Harris narró su juego número 1,200 de baloncesto masculino de Duke el 16 de febrero de 2012, un emocionante partido en el que el equipo superó un déficit de veinte puntos para derrotar a la alma mater de Harris, North Carolina State, 78-73.
Harris aconsejó a los jóvenes locutores: "No trates de ser el próximo alguien. Sé el mejor 'tu nombre' que puedas ser. Escucha a todos estos otros locutores, escucha a los veteranos para ver cómo hacen las cosas, qué dicen, cómo describen las cosas... Creo que a veces los jóvenes se ponen un poco nerviosos. Quieren que suceda ahora, y no va a ser así. Tienes que pagar tus deudas".
Lewis Bowling, autor y profesor en la Universidad N.C. Central y en la Universidad de Duke, declara que Harris es "un favorito entre los fanáticos, y los atletas de Duke a lo largo de los años han visto en este afable hombre una figura paterna y un amigo. Con la voz de Bob Harris en los oídos de los fanáticos de Duke, muchos de nosotros podemos decirle: '¡Qué dulce es!'".
Harris se retiró en 2017 y fue diagnosticado con la enfermedad de Alzheimer en sus últimos años. Murió en Durham el 12 de junio de 2024.